# Vĩnh Thạnh, Gia Lai
Vĩnh Thạnh là xã thuộc tỉnh Gia Lai, Việt Nam.

## Địa lý
Thị trấn Vĩnh Thạnh có vị trí địa lý:
- Phía đông giáp xã Vĩnh Hiệp và xã Vĩnh Thịnh
- Phía tây giáp xã Vĩnh Thuận
- Phía nam giáp xã Vĩnh Quang
- Phía bắc giáp xã Vĩnh Hảo.

Theo thống kê năm 2019, thị trấn có diện tích 9,36 km², dân số là 6.250 người, mật độ dân số đạt 668 người/km².

## Lịch sử
Trước đây, địa bàn thị trấn Vĩnh Thạnh là một phần xã Vĩnh Quang thuộc huyện Vĩnh Thạnh.
Ngày 15 tháng 11 năm 2005, Chính phủ ban hành Nghị định 143/2005/NĐ-CP. Theo đó, thành lập thị trấn Vĩnh Thạnh trên cơ sở điều chỉnh 936,49 ha diện tích tự nhiên và 5.874 nhân khẩu của xã Vĩnh Quang.
Thị trấn Vĩnh Thạnh có 936,49 ha diện tích tự nhiên và 5.874 nhân khẩu.

## Hành chính
Thị trấn Vĩnh Thạnh được chia thành 7 khu phố: Định An, Định Bình, Định Tân, Định Thiền, Định Tố, Klot Pok, Kon Kring.

## Giao thông
- Trần Quang Diệu
- 6 Tháng 2
- Nguyễn Huệ
- Bùi Thị Xuân
- Võ Văn Dũng
- Huỳnh Thị Đào
- Ngô Mây
- Xuân Diệu
- Đô Đốc Bảo
- Nguyễn Trung Tín
- Mai Xuân Thưởng